# نظام الإحداثيات البروجية

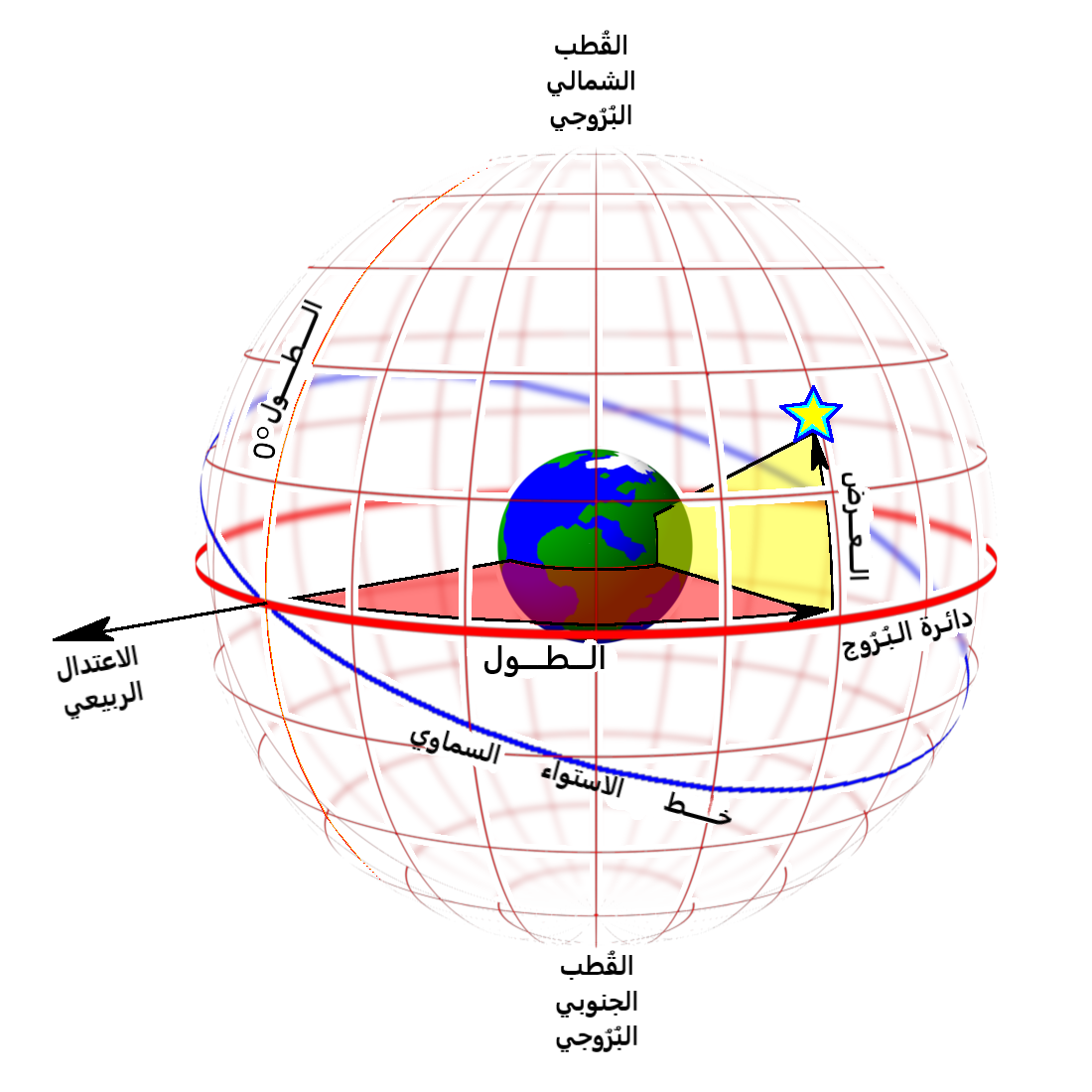
تتركز الإحداثيات البروجية على الأرض كما تشاهد من خارج الكرة السماوية. يقاس الطول البروجي (الأحمر) على طول دائرة البروج من نقطة الاعتدال الربيعي. ويقاس العرض البروجي (الأصفر) عموديا على دائرة البروج.

نظام الإحداثيات البروجية (بالإنجليزية: Ecliptic coordinate system)‏ هو نظام الإحداثيات فلكي يستخدم عادة لتمثيل مواقع ومدارات أجرام النظام الشمسي. لأن معظم الكواكب (باستثناء عطارد)، والعديد من أجرام الصغيرة في النظام الشمسي لها مدارات ذات زاوية ميلان صغيرة إلى مستوي فلك البروج الذي يدعى أيضا بدائرة البروج. ويمكن أن يكون مركز النظام إما مركز الشمس أو مركز الأرض، والاتجاه الرئيسي هو نحو الاعتدال الربيعي (شمالا)، وله إتجاه يد-يمنى. ويمكن تنفيذه في نظام الإحداثيات الكروية أو نظام الإحداثيات الديكارتية.

## الاتجاه الأساسي

الحركة الظاهرية للشمس على طول فلك البروج (بالأحمر) كما تظهر على الجانب الداخلي من الكرة السماوية. تظهر الإحداثيات البروجية بالأحمر. يبدو أن خط الاستواء السماوي (بالأزرق) والإحداثيات الاستوائية (بالأزرق)، المائلين إلى فلك البروج، يتمايلان مع تقدم الشمس.

خط الاستواء السماوي وفلك البروج يتحركان ببطء وبسبب حركة الأرض المعقدة والقوى المضطربة التي تؤثر على مدارها، فإن وضعية الاتجاه الرئيسي الذي يتقاطع في الاعتدال الربيعي لنصف الكرة الشمالي ليست ثابتة تماما. الحركة البطيئة لمحور الأرض أو مبادرة الاعتدالين، تسبب تحول بطيء ومستمر لنظام الإحداثيات غربا حول قطبي فلك البروج، وتستغرق الأرض لاستكمال دورة مبادرة الاعتدالين حوالي 26,000 سنة. مضاف إالى ذلك حركة أصغر لفلك البروج، وتمايل محور الأرض.

## مفاهيم
- طول الكوكب[5]، تسمى باللغة الحديثة الطول البروجي أو الطول السماوي (بالإنجليزية: Ecliptic longitude، الرموز: في حالة مركزية الشمس l، في حالة مركزية الأرض λ): يقيس المسافة الزاوية لجرم على طول فلك البروج من الاتجاه الأساسي. مثل المطلع المستقيم في نظام الإحداثيات الاستوائية، يشير الاتجاه الأساسي (خط الطول البروجي 0 درجة) من الأرض نحو الشمس عند الاعتدال الربيعي في نصف الكرة الشمالي. نظرًا لأنه نظام يميني، يتم قياس الطول البروجي باتجاه الشرق إيجابيًا في المستوي الأساسي (فلك البروج) من 0 درجة إلى 360 درجة. بسبب المبادرة المحورية، يزداد الطول البروجي لمعظم «النجوم الثابتة» (المشار إليها بالاعتدال الزمني للتاريخ) بنحو 50.3 ثانية قوسية في السنة، أو 83.8 دقيقة قوسية في القرن، وهي سرعة المبادرة العامة.[6][7] ومع ذلك، بالنسبة للنجوم القريبة من قطبي فلك البروج، فإن معدل التغير في الطول البروجي يهيمن عليه الحركة الطفيفة لفلك البروج (أي مستوى مدار الأرض)، وبالتالي فإن معدل التغير قد يكون أي شيء من سالب اللانهاية إلى بالإضافة إلى اللانهاية اعتمادًا على الموقع الدقيق للنجم.
- عرض الكوكب[8]، تسمى باللغة الحديثة العرض البروجي أو العرض السماوي (بالإنجليزية: Ecliptic latitude، الرموز: في حالة مركزية الشمس b، في حالة مركزية الأرض β): يقيس المسافة الزاوية لجرم من فلك البروج باتجاه شمال (موجب) أو جنوب (سالب) قطب فلك البروج. على سبيل المثال، القطب الشمالي له عرض سماوي +90 درجة. لا يتأثر العرض البروجي «للنجوم الثابتة» بالدوران.
- المسافة ضرورية أيضًا للحصول على موضع كروي كامل (الرموز: في حالة مركزية الشمس r، في حالة مركزية الأرض Δ). تُستخدَم وحدات مسافة مختلفة لأجرام مختلفة. داخل النظام الشمسي، تُستخدَم الوحدات الفلكية، لأجرام القريبة من الأرض، يُستخدَم نصف قطر الأرض أو الكيلومتر.
- فلك البروج أو دائرة البروج (بالإنجليزية: Ecliptic)‏ هي المسار الذي تتحرك فيه الشمس عبر السماء، حيث تبدو الشمس كأنها تدور في سماء الأرض، مع أن ما يحدث في الواقع هو أن الأرض تدور حول الشمس.
- دوائر السَمْت[9] أو دوائر وسط سماء الرؤية[9] أو دوائر عرض إقليم الرؤية[9] (بالإنجليزية: Ecliptic meridians)‏،[10] هي دوائر رأسية وهمية تمر بقطبي فلك البروج وبنقطتي سمت الرأس والنظير، مثل خطوط الزوال في نظام الإحداثيات الإستوائية.
- المدارات العرضية[11] أو مدارات العرض[11] (بالإنجليزية: Parallels of celestial latitude)‏،[12] هي دوائر أفقية وهمية توازي فلك البروج وتحدد عرض كوكب أو نجم ما.
- دائرة العرض[13] (بالإنجليزية: Circle of celestial latitude)‏،[12] يقصد بها الدائرة المارة بقطبي فلك البروج وبكوكب أو نجم ما، مثل الدائرة الساعية في نظام الإحداثيات الإستوائية. تحدد هذه الدائرة طول كوكب أو نجم ما.